# Vichyssoise

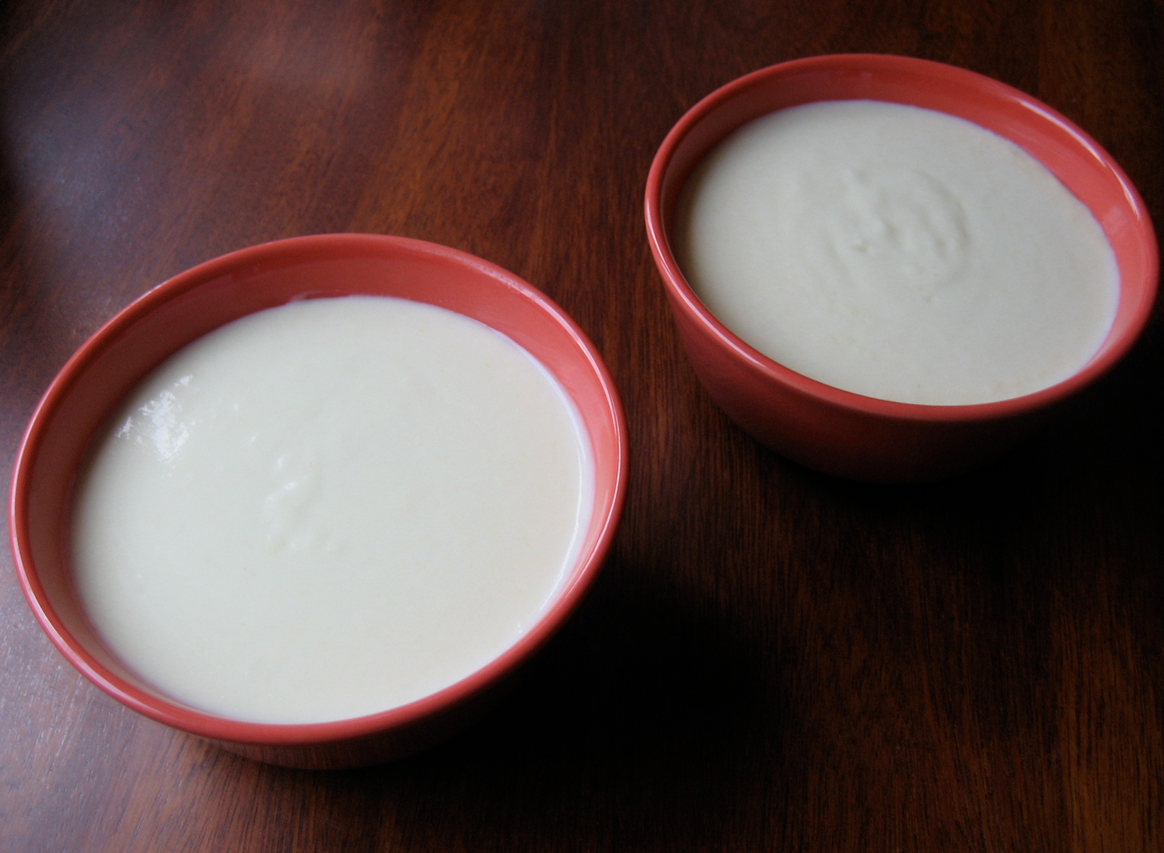
Soupe vichyssoise.

La vichyssoise est une soupe, faite de purée de pomme de terre, de blanc de poireau et de bouillon de poulet, avec ou sans oignon, liée à la crème fraîche et condimentée de ciboulette ciselée. Il s'agit d'une soupe généralement servie froide ou glacée, dont l'apparition serait contemporaine de la diffusion du réfrigérateur aux États-Unis. Elle y connut une mode durant l'entre-deux-guerres. La même préparation, le plus souvent lorsqu'elle est servie chaude, peut aussi être appelée « potage Parmentier » (ou « à la Parmentier ») ou « potage bonne femme ».
Le New Yorker écrit en 1943 : « Probably no potage, hot or cold, will ever attain the social status to which vichyssoise rose so abruptly in the past half dozen years, when people couldn't even spell the name. »
Cette soupe sera diffusée industriellement dès 1925 par Crosse & Blackwell.

## Origine
Julia Child la considère comme une « invention américaine », alors qu'il a été dit que « la question de savoir si l'origine de la soupe est véritablement une création française ou américaine est discutée ».
Son invention est le plus souvent attribuée à Louis Diat, chef français du Ritz-Carlton de New York. En 1950, Diat a déclaré au magazine New Yorker :

« Au cours de l'été 1917, alors que j'étais depuis sept ans au Ritz, j'ai réfléchi sur la soupe aux poireaux et pommes de terre de mon enfance que ma mère et ma grand-mère avaient coutume de faire. Je me rappelai comment, en été, mon frère aîné et moi y versions du lait froid pour la rafraîchir et combien elle était délicieuse. Je décidai de faire quelque chose de semblable pour les clients de l'hôtel Ritz. »

Le même article explique que la soupe a d'abord été appelée « crème vichyssoise glacée », puis, quand la carte du restaurant passa du français à l'anglais en 1930, cream vichyssoise glacée. Diat la désigna d'après Vichy, ville française située non loin de sa ville natale de Montmarault.
Le chef français Jules Gouffé a créé une recette de soupe « chaude » de pommes de terre et poireaux, dont il a publié une version dans Royal Cookery (1869). De nombreuses sources font remonter son origine à des « historiens culinaires », à d'« autres[Quoi ?], », ou à d'« autres militants de l'alimentation ».
Selon une autre théorie, la vichyssoise aurait été inventée par un cuisinier basque. L’ambassadeur d’Espagne devant le gouvernement de Vichy du maréchal Pétain était un homme de Bilbao, José Félix de Lequerica, qui aurait amené à la cuisine de son ambassade un chef basque de Bermeo. Ce dernier aurait décidé de raffiner un plat traditionnel basque, la porrusalda, qui lui semblait trop populaire et rustique pour les invités de la représentation diplomatique. À la libération de Vichy, le chef de cuisine s’est déplacé aux États-Unis, notamment à l’hôtel Ritz de New York.

## Variante
Le New York Herald du 23 décembre 1934 évoque la "Crème Vichyssoise" en y mentionnant l'incorporation de jeunes carottes dans un article publié en page 4 et consacré à l'importance de la soupe dans l'art culinaire. 

## Dans la culture populaire

### Films
- Dans L'Idole d'Acapulco (1963), une vichyssoise est servie à Elvis Presley. Selon le chef, elle doit être servie à zéro degré précisément.

- Dans Batman : Le Défi (1992) de Tim Burton, Alfred sert une vichyssoise à Bruce Wayne.
- Dans le film The Mask (1994), le personnage interprété par Jim Carrey dit à Cameron Diaz : « Laisse-moi tremper ma louche dans ta vichyssoise. »

### Séries
- Dans la Saison 7 de Blacklist, épisode 18 : Raymond Reddington, mange une vichyssoise dans le restaurant qu'il a acheté.
- Dans la deuxième saison de Sex Education sur Netflix, Eric goûte à la vichyssoise dans un restaurant pensant avoir commandé : « Un fish niçois » (dans l'original anglais : « A fishy something »).

- Dans la quatrième saison (épisode 5) de Downton Abbey, il est fait mention de son invention par serendipité lors du concours d'Alfred au Ritz.

### Jeu vidéo
- Dans le jeu vidéo Monkey Island 2: LeChuck's Revenge (1991), le joueur doit jeter un rat dans une vichyssoise pour provoquer le renvoi du cuisinier et se faire embaucher à sa place.

### Œuvres littéraires
- Dans Peter Ibbetson (1895) de George du Maurier, le narrateur, qui a vécu en France, évoque à plusieurs reprises avec nostalgie et en français dans le texte « la soupe à la bonne femme ».
- Dans le roman Le Disparu de Singapour (1976, page 48) de la série littéraire d'espionnage SAS de Gérard de Villiers, on sert à Malko une Vichyssoise qu’il manque de recracher tellement elle est innommable.

- Dans le manga Food Wars (épisode 23 du dessin animé) l'un des protagonistes de l'histoire présente une Vichyssoise à un concours de cuisine.